# Audiocassette

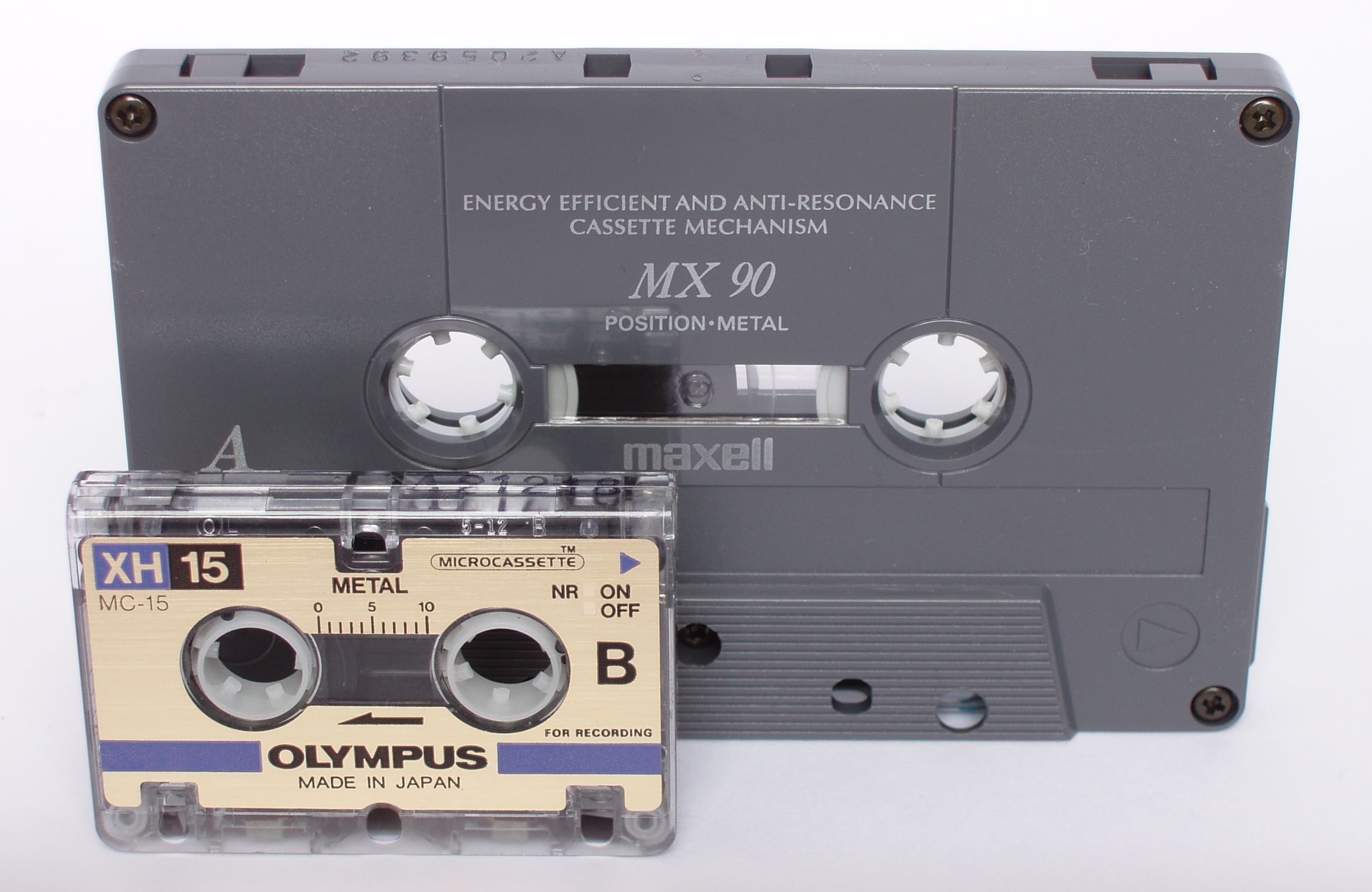
Compactcassette en microcassette

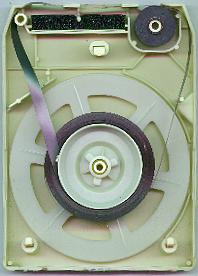
Stereo 8

Een audiocassette bestaat uit een behuizing van gespecificeerde afmetingen waarin zich een geluidsband op twee spoeltjes bevindt.
De hele cassette kan in een daarvoor bestemde cassetterecorder of -speler worden gestoken.
De audiocassette is ontwikkeld om het lastige inleggen van een geluidsband op de conventionele bandrecorder overbodig te maken.
Bijkomend voordeel is dat de cassette op elk moment verwijderd kan worden, ook als de band gedeeltelijk is afgespeeld.
Een nadeel is dat het (vrijwel) niet  mogelijk is de band te monteren, maar van die mogelijkheid wordt door de meeste gebruikers van audiocassettes toch al geen gebruik gemaakt.
De gebruiker kan zelf geluiden op de band opnemen, maar er zijn ook cassettes te koop die in de fabriek al van muziek zijn voorzien. 

## Systemen
- 8 sporencassette of Stereo 8, bestaat uit een eindloze band met vier stereosporen.
- Saba. De cassette bevat twee gewone spoeltjes. Op het afspeelapparaat kunnen dus ook gewone geluidsbanden (zonder cassette) worden afgespeeld.
- DC120 ontwikkeld door Telefunken. Deze cassette is iets groter dan de compactcassette.
- microcassette, vooral gebruikt voor dicteerapparaten. Onvoldoende kwaliteit voor muziek.
- compact cassette, ontwikkeld door Philips. Verreweg het populairste systeem.